# Aeromanzia
L'aeromanzia o aerimanzia (dal greco aero, "aria", e manteia, "divinazione") è un metodo di divinazione condotto interpretando le condizioni atmosferiche. Chi pratica l'aeromanzia è chiamato aeromante o aerimante.

## Storia
A causa dello storico interesse delle persone per il tempo atmosferico, visto come mezzo col quale gli dei esprimevano sia gioia che rabbia nei confronti di chi li adorava, non è sorprendente che l'aeromanzia sia una delle forme più antiche di divinazione. Indù, Etruschi, e Babilonesi in particolare trovarono di grande interesse i segni del cielo e praticavano forme di chaomanzia e ceraunoscopia. Questa fascinazione con i presagi dei cieli era riflessa dagli dei adorati da questi popoli. Due dei associati con la ceraunoscopia, ad esempio erano:
- Tinia, il dio etrusco dei fulmini
- Adad, il dio babilonese del tuono, dei lampi e della profezia

L'aeromanzia era praticata anche dai romani. Romolo, prima di accettare l'investitura a Re voluta dal popolo, volle interrogare il volere degli dei, che gli si palesò favorevole con un lampo che balenò da sinistra verso destra.

### Epoca moderna
Alcune forme di aeromanzia moderna hanno preso una piega più introspettiva rispetto alle loro controparti storiche. Ad esempio, la moderna nephomanzia è un processo ricettivo, quasi meditativo, tramite il quale una persona si dice sia in grado di esaminare il proprio inconscio. Il nephomante studia le nubi, le cui formazioni sono casuali e costantemente mutevoli. Le immagini e i simboli che il divinatore sceglie da tale caos sono ritenute come aventi un qualche significato per il divinatore, fintanto che applica le sue interpretazioni personali ai simboli, piuttosto che quelle scritte o enunciate da un altro.

## Tipologie
Ci sono diversi tipi di divinazione che possono essere categorizzati sotto il termine "aeromanzia". Alcuni di questi sono:
- anemoscopia:[4] la divinazione condotta attraverso l'osservazione del vento (direzione, intensità...);
- brocomanzia: la divinazione basata sull'osservazione della pioggia;
- brontomanzia:[5] la divinazione tramite interpretazione dei tuoni e dei fulmini;
- caomanzia: la divinazione delle visioni nell'aria, è quasi sinonima di aeromanzia, ma si basa anche su presunte visioni dell'indovino;
- cometoscopia: divinazione dell'aspetto delle code delle comete;
- meteoromanzia: la divinazione delle meteore e delle stelle cadenti (talvolta comprende anche la cometoscopia);
- nefomanzia:[6] la divinazione basata sull'osservazione delle nuvole (movimento, forma...).